# Scarfolk
Scarfolk est une ville fictive dystopique du Nord de l'Angleterre, créée par l'écrivain et designer Richard Littler, qui se présente parfois comme son maire. La ville est représentée par un blog sur le Web et par le roman Discovering Scarfolk.

## Description
La ville de Scarfolk est une dystopie où le temps s'est figé dans les années 1970. Le blog présente différents aspects de la vie quotidienne, en introduisant les thèmes du totalitarisme, de la vie de banlieue industrielle, de l'occultisme et de la religion, de l'école et de l'enfance, ainsi que des traits sociaux comme le racisme ou le sexisme. Scarfolk se dévoilait à l'origine à travers un blog prétendant publier des éléments des archives du conseil municipal. Les publications comprenaient des messages de service public, des livres épuisés, des enregistrements et des pochettes de cassettes, des publicités, des extraits de programmes de télévision, des produits ménagers, ainsi que des vidéos et enregistrements audio, dont beaucoup évoquent des marques et une esthétique typique de l'époque. De plus, les pièces s'accompagnent le plus souvent de vignettes ironiques, elles aussi présentées comme authentiques, qui illustrent les habitants de Scarfolk. Les messages de service public contiennent souvent la phrase "For more information please reread" ("Pour de plus amples informations, veuillez relire").

## Livre
Un livre intitulé Discovering Scarfolk, qui raconte l'histoire d'une famille échouée à Scarfolk, est sorti en octobre 2014 chez Ebury Press.

## Réception
Des éléments de Scarfolk ont été loués pour leur vraisemblance, et plusieurs images, dont la couverture d'une parodie de Penguin Books intitulée "Children & Hallucinogens: The Future of Discipline" ("Enfants et hallucinogènes : l'avenir de la discipline") ont connu un succès viral. Le 31 janvier 2014, le London Evening Standard a publié un article de Charles Saatchi où la couverture un livre Scarfolkien intitulé "Eating Children: Population Control & The Food Crisis" ("Manger des enfants : contrôle de la population et crise alimentaire") s'est accidentellement substituée à celle de A Modest Proposal, de Jonathan Swift, ainsi qu'il était prévu.
Scarfolk est suivi par un lectorat peu nombreux mais enthousiaste, et a reçu des critiques élogieuses du public et des médias au Royaume-Uni et à l'étranger. GQ Magazine l'a inclus dans sa liste des « 100 choses les plus amusantes de l'histoire d'Internet ». À l'été 2014, le site avait reçu un million de visiteurs depuis son lancement début 2013. Des critiques de Scarfolk et des interviews de Littler sont parues dans Creative Review, The Independent, The Telegraph, Stylenoir et The Honest Ulsterman, ainsi que sur des sites en ligne comme Boing Boing et 'Dangerous Minds.
Design Week a qualifié Scarfolk de "ville de province écœurante et inquiétante"

## Sources
1. ↑  « Scarfolk Council », sur blogspot.com (consulté le 7 septembre 2020).
2. ↑  The Finishing Line
3. ↑  Inside Scarfolk: An Interview With The Mayor Of Dystopia UK, Richard Littler
4. ↑  Discovering Scarfolk is a mock 70s guidebook with creepy, funny posters and book covers
5. ↑  Children & Hallucinogens: The Future of Discipline
6. ↑  Saatchi is Scarfolked
7. ↑  The 100 Funniest Things in the History of the Internet
8. ↑  Creative Review - Have you been to Scarfolk?
9. ↑  How to wash a child's brain: Designer Richard Littler creates fictional world based on terrifying public service films
10. ↑  It's time to toughen up kids. Start terrifying them 'Scarfolk' style
11. ↑  Check out Scarfolk Council if you haven't already
12. ↑  The Creeping Terror Of Childhood
13. ↑  Wyndhamesque missives from Scarfolk, an English horror-town trapped in a 1969-79 loop
14. ↑  Welcome to Scarfolk, the most twisted English village of the 1970s
15. ↑  We Like: Discovering Scarfolk